# Sekarputih (Tegalampel)
Sekarputih is een bestuurslaag in het regentschap Bondowoso van de provincie Oost-Java, Indonesië. Sekarputih telt 5551 inwoners (volkstelling 2010).